# Olivereta
|  | Aquest article tracta sobre la planta. Vegeu-ne altres significats a «L'Olivereta». |

L'olivereta, olivella, llampuga, llampuga blanca, albena, escanyacabres o herba dels fics (Ligustrum vulgare) és un arbust semicaducifoli de la família de les oleàcies. El seu nom català deriva de la semblança de fulles, flors i fruits amb una petita olivera. En anglès s'anomena privet per la seva utilització en tanques que divideixen propietats privades.

## Ecologia i distribució
És originari de la regió mediterrània i de part de l'Europa temperada. A la península Ibèrica es troba sobretot a la meitat nord. Als Països Catalans es distribueix entre els 100 i els 1300 m, pels Pirineus, i contrades veïnes fins a l'Alcalatén. Es fa a l'estatge montà i contrades mediterrànies humides en bardisses sobre sòl eutròfic, penetrant dins les rouredes i els alzinars poc densos. Floreix d'abril a juliol.

## Descripció morfològica
És un arbust de fins a 3 m d'alçada, de capçada arrodonida i frondosa, amb les branques primes i l'escorça llisa i grisa. Les fulles són lanceolades, oposades i sovint caduques amb el limbe glabre i enter. La inflorescència és una panícula terminal puberulenta. Les flors blanques i flairoses són hermafrodites, tetràmeres i actinomorfes. El calze és campanulat, gamosèpal. La corol·la és campanulada, amb el tub és tan llarg com la resta. L'androceu està format per 2 estams. El fruit és una baia esfèrica i d'un negre llustrós a la maturitat, que no és comestible per als humans.

## Usos
Les fulles tenen propietats astringents. És plantat com a arbre ornamental, com a arbre de carrer a Barcelona i, sobretot amb la troana (Ligustrum japonicum) i la troanella (Ligustrum ovalifolium), per a fer tanques.